# Центральная школа московских вожатых
Центральная школа московских вожатых — специальное образовательное пространство, в котором реализуется профессиональная подготовка организаторов детского отдыха всех уровней. Школа создана на базе ГАУК «МОСГОРТУР»

## История
Центральная школа московских вожатых была создана в 2014 году на базе МОСГОРТУРа по распоряжению мэра Москвы Сергея Собянина как один из этапов реализации концепции «полезного отдыха». 
В 2015 году в программу обучения Центральной школы московских вожатых была включена обязательная практика. Одним из первых проектов прохождения практики для будущих вожатых стали «Продленки МОСГОРТУРа» — бесплатные творческие занятия с детьми в  
библиотеках города Москвы. Слушатели школы помогают школьникам с домашними заданиями, а также проводят творческие мастер-классы, командные игры и различные соревнования. 
Также с 2016 года слушатели Школы могут получить навыки работы с детьми на проектах «Все на лёд» (бесплатные занятия и игры на катке) и «Московские каникулы» (творческие мастер-классы и активные игры на открытом воздухе в парках Москвы). 
С 2015 года все слушатели Центральной школы московских вожатых получили возможность принимать участие в проекте «Вожаторий». Это специальные мастер-классы и лекции от известных личностей (режиссёров, писателей и других представителей творческих профессий), а также практические занятия, на которых моделируются ситуации, которые могут возникнуть во время смены.
С 2024 года вожатые принимают участие в городском проекте МОСГОРТУРа «Московские каникулы».

## Обучение
Обучение будущих вожатых состоит из трех этапов:
1. Вожатым преподают основы и особенности работы в лагере, обучают нормативно-правовой базе, игротехнике, конфликтологии, а также основам психологии, педагогики и другим дисциплинам.
2. Программная специализация — обязательный курс, в рамках которого вожатых готовят для реализации определённой тематической программы смены. В рамках данного курса вожатые получают знания и навыки по определенным темам, связанным с профилем смены.
3. Профильная специализация — программа по желанию, предназначенная для повышения квалификации и специализации вожатых по направлениям, например, инклюзивные смены, работа с подростками девиантного поведения, правила оказания первой медицинской помощи и прочим.

Обучение длится 2 месяца и проходит в очно-заочном или дистанционном формате. Занятия по очно-заочной форме организованы таким образом, что слушатели осваивают теоретическую часть и выполняют домашние задания с помощью системы дистанционного обучения, а практические навыки получают на очных занятиях с преподавателями. Дистанционная форма не предполагает взаимодействия слушателей и преподавателей офлайн, практические занятия проходят в формате вебинаров. В конце обучения слушатели сдают квалификационный экзамен. 
Также Центральная школа московских вожатых готовит для работы в детских оздоровительных лагерях старших вожатых, руководителей смен и руководителей программ.
В 2020 году МОСГОРТУР запустил дополнительную профессиональную программу – программа повышения квалификации: «Основы игропрактики», а в 2021 году – практический курс «Скетчинг. Техника быстрых зарисовок».
После прохождения курса слушатели Школы получают свидетельство о присвоении квалификации «Вожатый» установленного образца.

## Награды
- В 2017 году методические разработки Центральной школы заняли первое место в номинации «Лучшая разработка по подготовке вожатых» Всероссийского Интернет-конкурса эффективных технологий вожатых «Первый вожатый»
- В 2018 году основная программа профессионального обучения Программа профессиональной подготовки по должности служащего 20434 «Вожатый» заняла первое место в номинации «Лучшая программа подготовки вожатых, реализующаяся на базе государственного учреждения» Всероссийского конкурса курсов подготовки вожатых «Будь вожатым»
- В 2018 году рабочая тетрадь вожатого Центральной школы стала победителем II-й степени в номинации Лучший методический материал организации и сопровождения отдыха и оздоровления детей и молодежи 2017 по подготовке кадров (вожатско-педагогического состава)» Пятого Всероссийского конкурса программ и методических материалов организации отдыха и оздоровления детей и молодежи
- В 2020 году книга МОСГОРТУРа “Инклюзия в детском отдыхе” была отмечена дипломом I степени в номинации “Лучшие методические материалы по подготовке вожатско-педагогического состава” на VIII Всероссийском открытом конкурсе программ и методических материалов, реализованных в 2020 году